# Commune de Narbonne
24 mars 1871 – 31 mars 1871
7 jours
Entités précédentes :
- Troisième République

Entités suivantes :
- Troisième République

La Commune centrale de l'arrondissement de Narbonne, ou plus couramment, la Commune de Narbonne (occitan : Comuna de Narbona), est le nom que prend l'insurrection populaire et l'administration révolutionnaire mise en place à Narbonne entre le 24 et le 31 mars 1871, comparable à d'autres Communes du même type à la même période en France.

## Contexte
Narbonne est déjà, avant 1871, une ville où les convictions républicaines sont répandues. Ainsi, au plébiscite du 8 mai 1870, la population vote « non » à 1 917 voix contre 1 494, tandis qu’au niveau national Napoléon III recueille plus de 80 % de oui. La proclamation de la République après la défaite de Sedan est donc reçue avec joie.
La vie politique se polarise alors autour de deux clubs : le club de l’Union d'opinion conservatrice, et le club Lamourguier, lieu de réunion et d'informations des républicains. Le club Lamourguier se réunit dans l’ancienne église Lamourguier désaffectée. En janvier 1871, le club Lamourguier prend le nom de « club de la Révolution ». Baptiste Limouzy est alors élu président du club, et déclare : « pour arriver à la République, il faut passer par la Révolution ».
Le 12 mars, Émile Digeon, journaliste à La Fraternité de Carcassonne, républicain déporté en Algérie à la suite du coup d'État de décembre 1851, intervient au club de la Révolution. Devant une salle de 2 000 personnes, il tient un discours socialiste révolutionnaire, où il réclame l’armement de la Garde nationale et l’adoption du drapeau rouge.
L’insurrection parisienne le 18 mars 1871, apprise le 19, déclenche un élan de solidarité au club de la Révolution qui tente dès lors d’engager la ville dans le mouvement révolutionnaire. Si les révolutionnaires narbonnais veulent instaurer la Commune, ils pensent d'abord pouvoir le faire sans insurrection par une pression politique sur le conseil municipal. Le 23 mars, lors d'une réunion de 1 600 personnes,est rédigée une pétition adressée au conseil municipal, qui demande de reconnaître l'autorité de Paris contre Versailles et l’armement immédiat de la Garde nationale. Mais le conseil municipal refuse de débattre de la motion proposée par Baptiste Limouzy, seul membre du Club à siéger au conseil municipal.
Il ne reste alors pour les fervents républicains de Narbonne que l'issue insurrectionnelle. Pour mener à bien cette entreprise, le club de la Révolution adresse le jour même à Digeon un courrier le pressant de rejoindre Narbonne « afin d’y proclamer la Commune centrale de l’arrondissement, avec union au gouvernement de Paris ». Il arrive le 23 au soir et se rend aussitôt à l'église Lamourguier pour y faire un discours à la population narbonnaise. Néanmoins, le lendemain les événements se précipitent par la seule action des républicains de Narbonne.

## La Commune
C'est à partir du 24 mars que l'agitation politique prend une tournure révolutionnaire, lorsque le maire donne l'autorisation au commandant de la Garde Nationale de procéder à une distribution de fusils auprès des gardes nationaux.

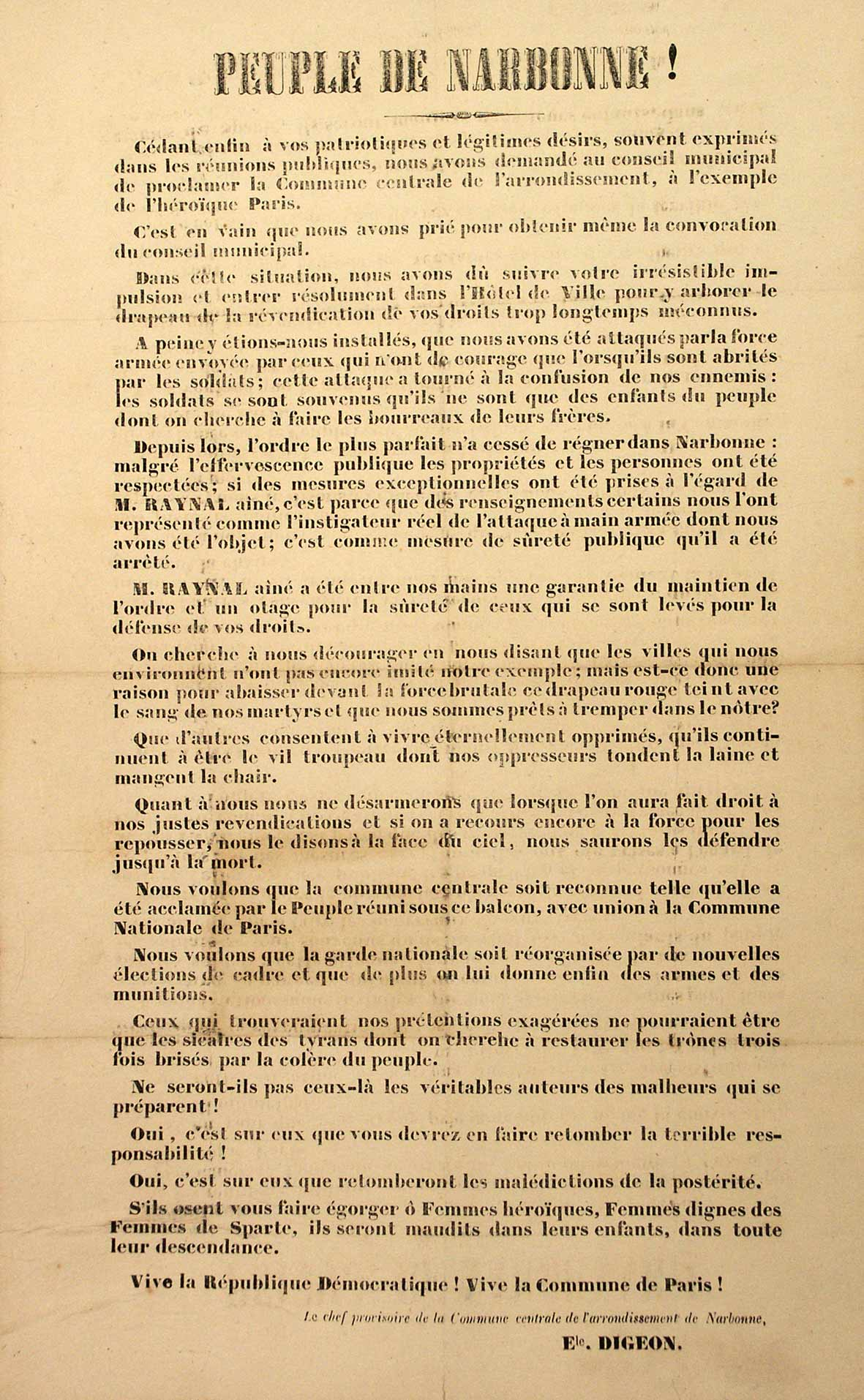
Affiche de la Commune de Narbonne, adressée au Peuple de Narbonne, signée par Émile Digeon, Chef provisoire de la Commune de l'arrondissement de Narbonne, 30 mars 1871.

L'hôtel de ville est envahi par les Narbonnais dans la soirée du 24 mars dans une insurrection spontanée. Les militants révolutionnaires ne se laissent pas déborder et accompagnent ce mouvement : Émile Digeon arrive rapidement, accompagné de plusieurs membres du club de la Révolution. Une fois l'armement général de la population assuré, Digeon monte au balcon de la mairie et annonce la « constitution de la Commune centrale de l’arrondissement de Narbonne, avec union à celle de Paris ». Le drapeau rouge est adopté comme symbole des aspirations populaires et le drapeau tricolore rejeté.
Une nouvelle administration est promptement composée par les communalistes. Digeon propose une liste de membres pour le nouveau gouvernement, amendée selon les acclamations et les refus des Narbonnais assemblés sur la place de la mairie. Il est ainsi composé :
- Émile Digeon, journaliste (chef provisoire[7]) ;
- Baptiste Limouzy, jardinier (président) ;
- Prosper Nègre, bibliothécaire ;
- Barthélémy Noël, commandant de la Garde nationale ;
- Eugène Gondres, représentant de commerce ;
- Auguste Bouniol, négociant en vins ;
- Arthur Conche, libraire ;
- Victor Grasset, pâtissier[3].

Le lendemain, les 1 500 soldats du 52e régiment d'infanterie stationné à Narbonne mettent la crosse en l'air en criant « Vive la commune » et se laissent désarmer par la foule. Les communards prennent en otage leurs deux officiers et Raynal, adjoint au maire. La Commune est alors maîtresse de la ville : Prosper Nègre prend avec 40 gardes possession de la sous-préfecture au nom du peuple, Digeon de la gare et du télégraphe et ordonne au chef de gare et au chef de la station télégraphique de ne reconnaître qu’une seule autorité, celle de la Commune.

## La répression
Les troupes sous commandement versaillais du général Zentz arrivent à la gare de Narbonne dans la nuit du 29 au 30 mars.
Après la réduction de l'insurrection narbonnaise, la répression judiciaire suit. Elle est terrible dans l’armée qui doit faire un exemple des soldats passés à la révolution : 203 soldats sont arrêtés, la plupart sont envoyés dans les bataillons disciplinaires ; 19 sont traduits en conseil de guerre et condamnés à mort. Ces peines sont commuées en travaux forcés à perpétuité et purgées en Nouvelle-Calédonie jusqu’aux amnisties de 1879 et 1880.
Les civils poursuivis, au nombre de 44, sont jugés au procès de Rodez. Leur procès s'ouvre 13 novembre 1871 au palais de justice de Rodez. Ils sont accusés d’avoir fait partie d’une bande armée, « laquelle a exécuté un attentat ayant pour but de détruire ou de changer le gouvernement, et d’exciter à la guerre civile, en portant les citoyens ou les habitants à s’armer les uns contre les autres ». Les débats se déroulent jusqu’au 18 novembre. Après une heure et demie de délibération, les communards sont acquittés, grâce notamment aux témoignages des otages, dont le capitaine Blondlat du 52e de ligne, qui insistent sur le traitement exemplaire que les insurgés leur ont apporté.